# Arenaria chiapensis
Arenaria chiapensis är en nejlikväxtart som beskrevs av Paul Carpenter Standley och Steyerm. Arenaria chiapensis ingår i släktet narvar, och familjen nejlikväxter. Inga underarter finns listade i Catalogue of Life.